# Maharaja Krishna Rasgotra

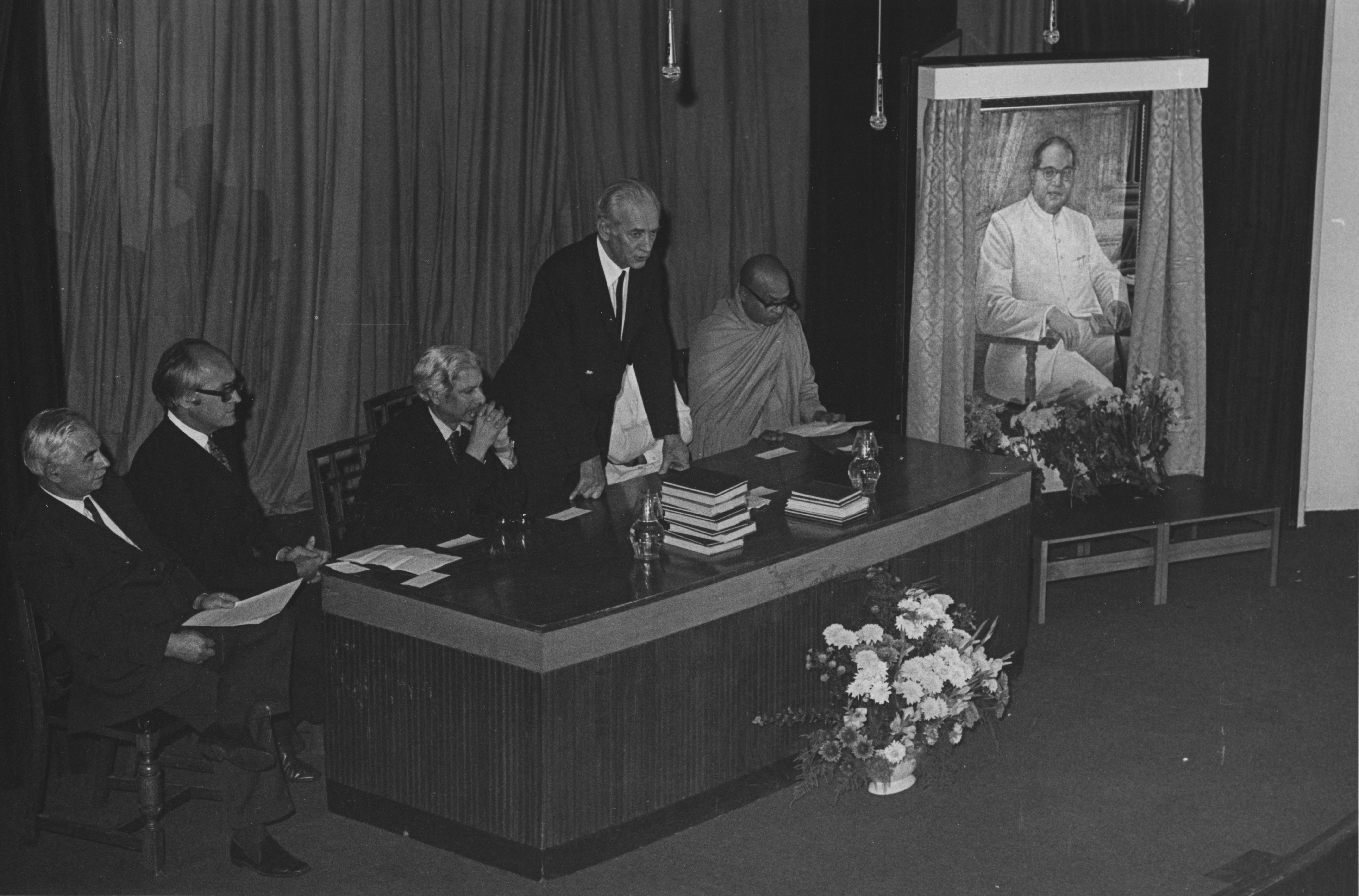
Hochkommissar Maharajakrishna Rasgotra (Mitte) stellt 1973 das Porträt von Bhimrao Ramji Ambedkar vor

Maharaja Krishna Rasgotra (* 11. September 1924) ist ein ehemaliger indischer Botschafter.

## Leben
Er studierte 1946 am Government College University in Lahore mit dem Abschluss Master der englischen Literatur sowie am Wadham College in Oxford.
Maharaja Krishna Rasgotra war zeitweise ein Anhänger von Sathya Sai Baba. Bis 1949 wurde er im Schuldienst des Punjab beschäftigt und trat anschließend in den Indian Foreign Service (auswärtigen Dienst Indiens) ein. Er wurde in den diplomatischen Vertretungen in Paris, Washington, D.C. und Katmandu beschäftigt.
Von 1958 bis 1962 vertrat er die indische Regierung bei UN-Gremien wie dem UN-Treuhandrat und dem Special Committee on Decolonization (Entkolonialisierungskomitee). Er war Mitglied der indischen Delegation bei mehreren Sitzungen der Generalversammlung der Vereinten Nationen. Rasgotra widmete sich Fragen der internationalen Sicherheit, der Entwicklungszusammenarbeit, der Abrüstung und der nuklearen Rüstungskontrolle. Von August 1962 bis September 1967 wurde er im Außenministerium in Neu-Delhi beschäftigt.
Von 1967 bis 1969 war er Botschafter in Rabat und war zeitgleich bei der Regierung in Tunis akkreditiert. Von 1969 bis 1970 war er Stellvertreter von Ali Yavar Jung und von 1970 bis 1972 von Lakshmi Kant Jha als Botschafter in Washington, D.C. Von 1972 bis 1973 war er Hochkommissar (Commonwealth) in London. Vom 8. Dezember 1973 bis zum 17. Oktober 1976 war er Botschafter in Katmandu. Von 1977 bis 1979 war er Botschafter in Den Haag. Von 1979 bis 1982 war er Botschafter in Paris sowie Vertreter der indischen Regierung bei der UNESCO. Vom 1. Mai 1982 bis zum 31. Januar 1985 war er Staatssekretär im indischen Außenministerium.
In diese Zeit fiel im März 1983 der siebte Gipfel der Bewegung der Blockfreien Staaten in Neu-Delhi und im Oktober 1983 eine Konferenz der Staatschefs des Commonwealth of Nations. Er war mit der Vorbereitung des Sechs-Nationen-Appeals für nukleare Abrüstung 1984 befasst und im Januar 1985 mit dem Sechs-Nationen-Gipfel in Neu-Delhi.
Nach der Katastrophe von Bhopal suchte Warren Anderson Geschäftsführer von Union Carbide über den US Geschäftsträger in Neu-Delhi, Gordon Lee Streeb (* 24. Dezember 1935 in Windsor (Colorado)) bei Maharaja Krishna Rasgotra um freies Geleit für einen Besuch von Bhopal an.
In Bhopal wurde Warren Anderson unter Hausarrest gestellt. Maharaja Krishna Rasgotra setzte durch, dass Warren Anderson Stunden nach seiner Landung in Bhopal am 7. Dezember 1984 mit dem Flugzeug des Chief Minister von Madhya Pradesh, Arjun Singh mit einer Zwischenlandung in Neu-Delhi das Land verlassen konnte. So wurde Warren Anderson nicht zur Verantwortung gezogen und sieben Personen aus dem indischen Management von UCAR wurden mit Nano (10−9) Strafen belegt.
| Vorgänger             | Amt                                          | Nachfolger                |
| --------------------- | -------------------------------------------- | ------------------------- |
| Shanti Swaroop Dhavan | Indian High Commissioner to London 1972–1973 | Braj Kumar Nehru          |
| L.P. Singh            | indischer Botschafter in Katmandu 1973–1976  | Nedyam Balachandra Menon  |
| John Thivy            | indischer Botschafter in Den Haag 1977–1979  | Shrimati Leela K. Ponappa |
| Ram Sathe             | indischer Botschafter in Paris 1979–1982     | Narendra Singh            |
| Ram Sathe             | Foreign Secretary (Indien) 1982–1985         | Romesh Bhandari           |